# Hårt vaxskinn
Hårt vaxskinn (Phlebia firma) är en svampart som beskrevs av J. Erikss. & Hjortstam 1981. Hårt vaxskinn ingår i släktet Phlebia och familjen Meruliaceae.  Arten är reproducerande i Sverige. Inga underarter finns listade i Catalogue of Life.